# جام در جام اروپا ۷۸–۱۹۷۷
فصل ۷۸–۱۹۷۷، از مسابقات فوتبال جام برندگان جام اروپا، با برتری ۴ بر ۰ اندرلشت مقابل آستریا وین در فینال این رقابت‌ها و در ورزشگاه پارک دو پرنس به پایان رسید.

## دور انتخابی
| تیم #۱              | در مجموع. | تیم #۲                     | دور رفت               | دور برگشت             |
| ------------------- | --------- | -------------------------- | --------------------- | --------------------- |
| باشگاه فوتبال رنجرز | 3–2       | باشگاه ورزشی یانگ بویز برن | 1–0 (گزارش) (گزارش ۲) | 2–2 (گزارش) (گزارش ۲) |

## دور اول
| تیم #۱                        | در مجموع.                       | تیم #۲                             | دور رفت               | دور برگشت             |
| ----------------------------- | ------------------------------- | ---------------------------------- | --------------------- | --------------------- |
| Progrès Niedercorn            | 0–10                            | باشگاه فوتبال وایله بلدکلوب        | 0–1 (گزارش) (گزارش ۲) | 0–9 (گزارش) (گزارش ۲) |
| باشگاه فوتبال پائوک           | 4–0                             | Zagłębie Sosnowiec                 | 2–0 (گزارش) (گزارش ۲) | 2–0 (گزارش) (گزارش ۲) |
| باشگاه فوتبال رنجرز           | 0–3                             | باشگاه فوتبال توئنته               | 0–0 (گزارش) (گزارش ۲) | 0–3 (گزارش) (گزارش ۲) |
| باشگاه فوتبال بران            | 5–0                             | ÍA Akranes                         | 1–0 (گزارش) (گزارش ۲) | 4–0 (گزارش) (گزارش ۲) |
| باشگاه فوتبال کلن             | 2–3                             | باشگاه فوتبال پورتو                | 2–2 (گزارش) (گزارش ۲) | 0–1 (گزارش) (گزارش ۲) |
| باشگاه فوتبال سن-اتین         | 1–3                             | باشگاه فوتبال منچستر یونایتد       | 1–1 (گزارش) (گزارش ۲) | 0–2 (گزارش) (گزارش ۲) |
| باشگاه فوتبال هامبورگ         | 13–3                            | Lahden Reipas                      | 8–1 (گزارش) (گزارش ۲) | 5–2 (گزارش) (گزارش ۲) |
| باشگاه فوتبال لوکوموتیو صوفیه | 1–8                             | باشگاه فوتبال اندرلشت              | 1–6 (گزارش) (گزارش ۲) | 0–2 (گزارش) (گزارش ۲) |
| Coleraine                     | 3–6                             | باشگاه فوتبال لوکوموتیو لایپزیگ    | 1–4 (گزارش) (گزارش ۲) | 2–2 (گزارش) (گزارش ۲) |
| باشگاه فوتبال رئال بتیس       | 3–2                             | باشگاه فوتبال آ.ث. میلان           | 2–0 (گزارش) (گزارش ۲) | 1–2 (گزارش) (گزارش ۲) |
| باشگاه فوتبال والتا           | 0–7                             | باشگاه فوتبال دینامو مسکو          | 0–2 (گزارش) (گزارش ۲) | 0–5 (گزارش) (گزارش ۲) |
| Olympiakos Nicosia            | 1–8                             | باشگاه ورزشی یونیورسیتاتئا کرایووا | 1–6 (گزارش) (گزارش ۲) | 0–2 (گزارش) (گزارش ۲) |
| باشگاه فوتبال کاردیف سیتی     | 0–1                             | باشگاه فوتبال آستریا وین           | 0–0 (گزارش) (گزارش ۲) | 0–1 (گزارش) (گزارش ۲) |
| Lokomotiva Košice             | 2–2 (قانون گل زده در خانه حریف) | باشگاه فوتبال اوسترش               | 0–0 (گزارش) (گزارش ۲) | 2–2 (گزارش) (گزارش ۲) |
| باشگاه فوتبال بشیکتاش         | 2–5                             | Diósgyőri VTK Miskolc              | 2–0 (گزارش) (گزارش ۲) | 0–5 (گزارش) (گزارش ۲) |
| باشگاه فوتبال دانداک          | 1–4                             | باشگاه فوتبال هایدوک اسپلیت        | 1–0 (گزارش) (گزارش ۲) | 0–4 (گزارش) (گزارش ۲) |

## دور دوم
| تیم #۱                          | در مجموع.                       | تیم #۲                             | دور رفت               | دور برگشت                         |
| ------------------------------- | ------------------------------- | ---------------------------------- | --------------------- | --------------------------------- |
| باشگاه فوتبال وایله بلدکلوب     | 4–2                             | باشگاه فوتبال پائوک                | 3–0 (گزارش) (گزارش ۲) | 1–2 (گزارش) (گزارش ۲)             |
| باشگاه فوتبال توئنته            | 4–1                             | باشگاه فوتبال بران                 | 2–0 (گزارش) (گزارش ۲) | 2–1 (گزارش) (گزارش ۲)             |
| باشگاه فوتبال پورتو             | 6–5                             | باشگاه فوتبال منچستر یونایتد       | 4–0 (گزارش) (گزارش ۲) | 2–5 (گزارش) (گزارش ۲)             |
| باشگاه فوتبال هامبورگ           | 2–3                             | باشگاه فوتبال اندرلشت              | 1–2 (گزارش) (گزارش ۲) | 1–1 (گزارش) (گزارش ۲)             |
| باشگاه فوتبال لوکوموتیو لایپزیگ | 2–3                             | باشگاه فوتبال رئال بتیس            | 1–1 (گزارش) (گزارش ۲) | 1–2 (گزارش) (گزارش ۲)             |
| باشگاه فوتبال دینامو مسکو       | 2(ضربات پنالتی (فوتبال))–۲      | باشگاه ورزشی یونیورسیتاتئا کرایووا | 2–0 (گزارش) (گزارش ۲) | 0–2 (وقت اضافه) (گزارش) (گزارش ۲) |
| باشگاه فوتبال آستریا وین        | 1–1 (قانون گل زده در خانه حریف) | Lokomotíva Košice                  | 0–0 (گزارش) (گزارش ۲) | 1–1 (گزارش) (گزارش ۲)             |
| Diósgyőri VTK Miskolc           | 3–3(ضربات پنالتی (فوتبال))      | باشگاه فوتبال هایدوک اسپلیت        | 2–1 (گزارش) (گزارش ۲) | 1–2 (وقت اضافه) (گزارش) (گزارش ۲) |

## یک‌چهارم نهایی
| تیم #۱                      | در مجموع.                  | تیم #۲                      | دور رفت               | دور برگشت                         |
| --------------------------- | -------------------------- | --------------------------- | --------------------- | --------------------------------- |
| باشگاه فوتبال وایله بلدکلوب | 0–7                        | باشگاه فوتبال توئنته        | 0–3 (گزارش) (گزارش ۲) | 0–4 (گزارش) (گزارش ۲)             |
| باشگاه فوتبال پورتو         | 1–3                        | باشگاه فوتبال اندرلشت       | 1–0 (گزارش) (گزارش ۲) | 0–3 (گزارش) (گزارش ۲)             |
| باشگاه فوتبال رئال بتیس     | 0–3                        | باشگاه فوتبال دینامو مسکو   | 0–0 (گزارش) (گزارش ۲) | 0–3 (گزارش) (گزارش ۲)             |
| باشگاه فوتبال آستریا وین    | 2(ضربات پنالتی (فوتبال))–۲ | باشگاه فوتبال هایدوک اسپلیت | 1–1 (گزارش) (گزارش ۲) | 1–1 (وقت اضافه) (گزارش) (گزارش ۲) |

## نیمه‌نهایی
| تیم #۱                    | در مجموع.                  | تیم #۲                   | دور رفت               | دور برگشت                         |
| ------------------------- | -------------------------- | ------------------------ | --------------------- | --------------------------------- |
| باشگاه فوتبال توئنته      | 0–3                        | باشگاه فوتبال اندرلشت    | 0–1 (گزارش) (گزارش ۲) | 0–2 (گزارش) (گزارش ۲)             |
| باشگاه فوتبال دینامو مسکو | 4–5(ضربات پنالتی (فوتبال)) | باشگاه فوتبال آستریا وین | 2–1 (گزارش) (گزارش ۲) | 1–2 (وقت اضافه) (گزارش) (گزارش ۲) |

## فینال
| باشگاه فوتبال اندرلشت                       | ۴–۰           | باشگاه فوتبال آستریا وین |
| ------------------------------------------- | ------------- | ------------------------ |
| راب رنسنبرینک ۱۳'، ۴۴' · Van Binst ۴۵'، ۸۲' | گزارش گزارش ۲ |                          |